# ベルリナイト
ベルリナイト（英: Berlinite）とは、シュツルンツ分類で「リン酸塩鉱石、ヒ酸塩鉱石、バナジン酸塩鉱物」に分類される希少な鉱物。結晶構造は三方晶系で、組成式は Al[PO4] であり、化学的にはリン酸アルミニウムである。
ベルリナイトは主に表面に半透明の光沢をもった繊維状、球晶状、粒状から大きな集合鉱石として産する。 純粋なものは無色透明である。格子欠陥もしくは多結晶形成のため光を多面反射し、白く見えることもある。外来原子のため、ピンクグレーから淡いピンク色を呈し、透明度が若干下がることもある。

## 特徴
紫外光下において、多くのベルリナイトは蛍光ペンに似た暗赤色の蛍光を示す。

## 名前の由来と歴史
ベルリナイトはスウェーデンの Bromölla  にある Näsum 近郊の Västanå 鉱山にて初発見され、1868年にクリスチャン・ヴィルヘルム・ブロムストラントにより記載された。名前は、スウェーデン、ルンドおよびウプサラの化学および鉱物学教授ニルス・ユーアン・ベリーン (1812–1891) に因み名付けられた。
日本では山口県の日の丸奈古鉱山において仮晶の状態で、また2010年には福岡県平尾台の千仏鍾乳洞で発見されている。

## 分類
旧来の、まだ使われているシュツルンツ分類第8版ではベルリナイトを「外来アニオンのない無水リン酸 [PO4]3− 塩鉱物」に分類している。さらに、Alarsite, ベリロナイト、ハールバット石、リチオフォスフェイト、Nalipoite, Olympite、Rodolicoite と共に無名の群を成し、番号 VII/A.01 が付されている。
2001年から国際鉱物学連合が採用しているシュツルンツ分類第9版でもベルリナイトを「無水、無外来アニオンリン酸塩鉱物など」に分類する。ここからさらに、カチオンの大きさを比較して「小カチオンからなるもの（より大きい付加カチオンのあるものも含む）」に細分類し、Alarsite と Rodolicoite と共に無名の群を作って番号 8.AA.05 を付す。
主に英語圏で使われるダナ分類でもベルリナイトを「リン酸塩鉱物、砒酸塩鉱物、バナジン酸塩」 に分類し、そこから「無水リン酸塩等」に細分類する。さらに、Alarsite と Rodolicoite を含む「ベルリナイト群」 38.04.02 を作り、「無水リン酸塩等、 A+XO4」に置く。

## 形成と分布
ベルリナイトは高温化の水熱合成または交代作用により生じ、アウゲライトとアタッコライトと共生関係にあり、よく鉄天藍石やトロール石に付着して産出する。
2013年までにおおよそ20箇所でしか発見されていない希少な鉱物である。タイプ産地である Västanå 鉱山の他、スウェーデン、トシュビュー市近郊の Hålsjöberg 採石場にも産する。
ドイツでは、バイエルン州、ヴィーザウ-トリーベンドルフの玄武岩採掘場とザクセン州、エーレンフリーデルスドルフ近郊のザウベルク鉱山でベルリナイトが発見されている。
スイスではこれまでにヴァレー州のテルベルでしか見付かっていない。
他には、オーストラリア、ノース・バーネットにおいて、 Cotter River 沿いにある „Paddy's River Cu Mine“ とペリー山に産するほか、ブラジル、ミナスジェライス州のサプカイア・ド・ノルテ近郊のサプカイア鉱山とPiauí Valley 近郊の „Poço d'Antas“ 採掘場、マダガスカルのアンバトフィナンドラアナにある Itremo Massiv（Tsiambenana 採石場）、ルワンダ西部州、ガツンバ県の複数地点、ルーマニア、フネドアラ県 にある Cioclovina-洞窟、スペイン、クレウス岬、チェコのズラテー・ホリ、 （ドイツ語名 Zuckmantel）、アメリカのアリゾナ州ヒラ郡とメイン州ワシントン郡に産出する。

## 結晶構造
ベルリナイトは三方晶系で石英と同様に鏡映異性体を持ち、左手型では空間群 P3121、右手型では P3221 に属する。両空間群は [100] 軸に平行な二回対称軸を持つ、同じ分類に属する。
左手型の格子定数は a = 4.9458 Å, c = 10.9526 Å であり、右手型の格子定数は a = 4.9438 Å, c = 10.9498 Å、既約単位格子あたり3組成式を含む。
ベルリナイトは石英と同種構造であり、空間群は同じであるが格子定数が違う。

## 文献
- Helmut Schröcke, Karl-Ludwig Weiner (1981), Mineralogie. Ein Lehrbuch auf systematischer Grundlage (ドイツ語), Berlin; New York: de Gruyter, pp. 609-610, ISBN 3-11-006823-0。
- Paul Ramdohr, Hugo Strunz (1978), Klockmanns Lehrbuch der Mineralogie (ドイツ語) (16. ed.), Ferdinand Enke Verlag, p. 622, ISBN 3-432-82986-8。